# أنيلي مارتيني
أنيلي مارتيني (بالسويدية: Anneli Martini)‏ هي ممثلة سويدية، ولدت في 21 ديسمبر 1948 في Västra Skrävlinge ‏ في السويد.

## وصلات خارجية
- أنيلي مارتيني على موقع IMDb (الإنجليزية)
- أنيلي مارتيني على موقع قاعدة بيانات الأفلام السويدية (السويدية)
- أنيلي مارتيني على موقع قاعدة بيانات الفيلم (الإنجليزية)
- أنيلي مارتيني على موقع كينوبويسك (الروسية)